# Памятник героям Первой мировой войны (Псков)
Памятник героям Первой мировой войны — памятник, установленный в городе Пскове в год столетия с момента начала Первой мировой войны, посвящённый памяти русских солдат и офицеров, павших в боях этой войны.

## О памятнике
Памятник был создан по инициативе Российского военно-исторического общества. Победителем проведённого обществом конкурса стал Народный художник Российской Федерации Салават Щербаков. На изготовление и установку памятника было направлено 12,5 миллионов рублей. Торжественное открытие памятника состоялось 22 августа 2014 года на бульваре между автобусным и железнодорожным вокзалами Пскова. В церемонии открытия приняли участие заместитель председателя Правительства Российской Федерации Ольга Голодец, командующий Воздушно-десантными войсками России Владимир Шаманов, губернатор Псковской области Андрей Турчак.
Памятник было решено установить на том месте, где в годы Первой мировой войны была расквартирована 24-я пехотная дивизия. Другой причиной установки монумента в районе железнодорожного вокзала стало то, что именно здесь император Николай II отрёкся от престола, в память об этом событии неподалёку находится часовня.
Памятник представляет собой фигуру русского солдата, идущего в атаку с винтовкой. За фигурой развевается знамя Псковского пехотного полка.